# Paweł Jaroszyński
Paweł Kamil Jaroszyński (Lublin, 2 oktober 1994) is een Pools voetballer die doorgaans speelt als linksback. In juli 2025 verliet hij Salernitana.

## Clubcarrière
Jaroszyński speelde in de jeugd van Górnik Łęczna en kwam hierna terecht in de opleiding van Cracovia Kraków. Op 23 augustus 2013 speelde hij voor het eerst mee in het eerste elftal, toen met 0–1 gewonnen werd op bezoek bij Zagłębie Lubin. Hij mocht in de basis beginnen en werd een kwartier voor het einde van de wedstrijd gewisseld. Op 5 december 2015 speelde Cracovia met 2–2 gelijk bij Piast Gliwice. Zeven minuten na rust kwam Piast met 2–1 voor en Jaroszyński tekende in de zesenvijftigste minuut voor de gelijkmaker.
In de zomer van 2017 maakte de verdediger de overstap naar Chievo Verona, waar hij zijn handtekening zette onder een verbintenis voor de duur van vier seizoenen. Twee jaar na zijn komst naar Verona werd hij voor een bedrag van ongeveer vier miljoen euro overgenomen door Genoa. Die club verhuurde hem direct aan Salernitana. In de zomer van 2020 huurde Pescara de Pool. Deze verhuurperiode werd in de winterstop afgebroken, waarna Salernitana hem opnieuw tijdelijk overnam. In de zomer van 2021 kwamen de clubs overeen dat hij nog een seizoen langer op huurbasis voor Salernitana zou spelen. Na het seizoen 2021/22 nam Salernitana Jaroszyński definitief over voor circa een miljoen euro en hij kreeg een contract voor twee seizoenen. Voordat hij in actie kwam dat seizoen verhuurde Salernitana hem aan zijn oude club Cracovia Kraków. Die club nam hem aan het einde van het seizoen 2022/23 ook definitief over. Een jaar later keerde hij transfervrij terug bij Salernitana.

## Clubstatistieken
| Seizoen | Club              | Competitie  | Competitie | Competitie | Beker | Beker | Internationaal | Internationaal | Totaal | Totaal |
| Seizoen | Club              | Competitie  | Wed.       | Dlp.       | Wed.  | Dlp.  | Wed.           | Dlp.           | Wed.   | Dlp.   |
| ------- | ----------------- | ----------- | ---------- | ---------- | ----- | ----- | -------------- | -------------- | ------ | ------ |
| 2013/14 | Cracovia Kraków   | Ekstraklasa | 13         | 0          | 0     | 0     | —              | —              | 13     | 0      |
| 2014/15 | Cracovia Kraków   | Ekstraklasa | 15         | 0          | 3     | 0     | —              | —              | 18     | 0      |
| 2015/16 | Cracovia Kraków   | Ekstraklasa | 22         | 1          | 2     | 0     | —              | —              | 24     | 1      |
| 2016/17 | Cracovia Kraków   | Ekstraklasa | 12         | 0          | 0     | 0     | 0              | 0              | 12     | 0      |
| 2017/18 | Chievo Verona     | Serie A     | 11         | 0          | 1     | 0     | —              | —              | 12     | 0      |
| 2018/19 | Chievo Verona     | Serie A     | 19         | 0          | 1     | 0     | —              | —              | 20     | 0      |
| 2019/20 | Genoa             | Serie A     | —          | —          | —     | —     | —              | —              | 0      | 0      |
| 2019/20 | → Salernitana     | Serie B     | 32         | 0          | 2     | 0     | —              | —              | 34     | 0      |
| 2020/21 | → Pescara         | Serie B     | 16         | 0          | 1     | 0     | —              | —              | 17     | 0      |
| 2020/21 | → Salernitana     | Serie B     | 16         | 0          | 0     | 0     | —              | —              | 16     | 0      |
| 2021/22 | → Salernitana     | Serie A     | 13         | 0          | 1     | 0     | —              | —              | 14     | 0      |
| 2022/23 | Salernitana       | Serie A     | 0          | 0          | 0     | 0     | —              | —              | 0      | 0      |
| 2022/23 | → Cracovia Kraków | Ekstraklasa | 21         | 0          | 1     | 0     | —              | —              | 22     | 0      |
| 2023/24 | Cracovia Kraków   | Ekstraklasa | 20         | 3          | 1     | 0     | —              | —              | 21     | 3      |
| 2024/25 | Cracovia Kraków   | Ekstraklasa | 1          | 0          | 0     | 0     | —              | —              | 1      | 0      |
| 2024/25 | Salernitana       | Serie B     | 12         | 0          | 1     | 0     | —              | —              | 13     | 0      |
| Totaal  | Totaal            | Totaal      | 223        | 4          | 14    | 0     | 0              | 0              | 237    | 4      |

Bijgewerkt op 4 juli 2025.

## Interlandcarrière
Jaroszyński werd in maart 2018 voor het eerst opgeroepen voor het Pools voetbalelftal. Bondscoach Adam Nawałka nam hem op in zijn selectie, waar hij een van de drie mogelijke debutanten was, samen met Bartosz Białkowski (Ipswich Town) en Dawid Kownacki (Sampdoria). Tijdens deze interlandperiode kwam hij niet in actie.